# SSLUG
Skåne Sjælland Linux User Group forkortet SSLUG var en forening af brugere af styresystemet Linux- en såkaldt Linux-brugergruppe, primært for brugere fra Sjælland og Skåne.
SSLUG havde i 2017 over 3000 medlemmer i henhold til deres hjemmeside og var aktiv inden for it-politik, hvor der især kæmpes imod softwarepatenter i Danmark og EU.
På trods af at foreningen oprindeligt var svensk, så var langt den største del af medlemmerne danske, hvilket blandt andet medførte et krav i vedtægterne om, at mindst et bestyrelsesmedlem skulle være svensk.
SSLUGs sidste arrangement blev afholdt d. 19 august, 2016. Hjemmeside har været offline siden 2023.

## Aktiviteter
SSLUG stod blandt andet bag:
- "Den Store Danske Ordliste" – et projekt for udvikling en fri dansk ordbog til stavekontrol. Ordlisten benyttes blandt andet af kontorpakken OpenOffice.org.
- "Linuxbog-projektet" – der udgiver en række bøger om Linux.
- Det anarkistiske kalendersystem ADiCT.
- Medarrangør af den årlige fri software-konference Open Source Days.
- Møder i Roskilde Arkiveret 29. oktober 2017 hos  Wayback Machine, Skåne, København og Næstved, hvor der nørdes frit.
- Arrangør af Linuxparty i Roskilde (2003-2006).

SSLUG var de senere år blevet en skygge af sig selv. Siden omkring 2011-2012 bestod aktiviteterne alene af de ugentlige møder i København og Roskilde.

## Historie
SSLUG blev stiftet den 27. maj 1996 på foranledning af Martin Svensson og Martin Wahlén, som afholder det første møde på Kajplats 305 i Malmø.
Under den danske storkonflikt i maj 1998 var SSLUG medarrangør af den første Linux-konference i Danmark med navnet Linux98, hvor der kom 500 deltagere.
I slutningen af 1998 og starten af 1999 går udviklingen stærkt og på under et år går foreningen fra 200 medlemmer til 6000 medlemmer og bliver en af verdens største Linux-brugergrupper.

## Eksterne links
- SSLUGs hjemmeside
  - Lokaliseringsprojekter
- Den Store Danske Ordliste Arkiveret 27. september 2003 hos  Wayback Machine
- Linuxbog-projektet
- ADiCT
- LOCAL: (Sweden) SSLUG will be started – annonceringen på nyhedsgruppen comp.os.linux.announce at SSLUG vil blive startet den 27. maj 1996.
- Open Source Days Arkiveret 12. august 2020 hos  Wayback Machine